# Clóvis Fernandes
Clóvis Acosta Fernandes (1954. október 4. - 2015. szeptember 16.) "Gaúcho da Copa" néven ismert brazil futballszurkoló.
Clóvis Fernandesa üzletember a dél-brazíliai Porto Alegréből, aki a Rio Grande do Sul-i Bagéban született. Már több mint 150 válogatott mérkőzésen járt, mióta 1990-ben a brazil válogatottal részt vett az olaszországi FIFA-világbajnokságon, és több mint 30 országban. Tréfásan úgy jellemezte magát, hogy a "12. játékos". Védjegye a FIFA-világbajnoki trófea másolata volt, amelyet mindig magánál hordott. Részt vett a FIFA Konföderációs Kupán is.
Az 1990-es évek elején megalapította a "Gaúchos na Copa" nevű szurkolói csoportot. Dél-Amerikában már ismert volt, de a 2014-es labdarúgó-világbajnokság Brazília és Németország közötti elődöntője után nagy nemzetközi hírnévre tett szert. A vereség után sírva fotózták le a trófeával a karjában. Ezt a képet Brazília "legszomorúbb szurkolójáról" számos nemzetközi médium a brazilok történelmi 1-7-es elődöntőbeli vereségének szimbólumának tekintette. A meccs után egy német szurkolónak adta oda a trófeát, amelyet évek óta minden meccsre magával vitt, de a következő meccsre visszakapta.
Egy évvel később már ott volt Chilében, a 2015-ös Copa Américán, ahol csapata Peru elleni 2-1-es győzelmének örülhetett, de Brazília nem jutott tovább a negyeddöntőből. 2015. szeptember 16-án Fernandes 60 éves korában, Porto Alegrében rákban elhunyt.
A 2018-as labdarúgó-világbajnokságon fiai vitték a trófeát édesapjuk emlékére.

## Fordítás
Ez a szócikk részben vagy egészben  a   Clóvis Fernandes című angol Wikipédia-szócikk ezen változatának fordításán alapul.  Az eredeti cikk szerkesztőit annak laptörténete sorolja fel. Ez a jelzés csupán a megfogalmazás eredetét és a szerzői jogokat jelzi, nem szolgál a cikkben szereplő információk forrásmegjelöléseként.